# Burlington (Nowy Jork)
Burlington – miasto w Stanach Zjednoczonych, w stanie Nowy Jork, w hrabstwie Otsego.